# II. Budapester Bezirk
Der II. Bezirk von Budapest (ungarisch Budapest II. kerülete) liegt im nördlichen Teil von Buda. Im Unterschied zu den meisten Bezirken trägt er keinen Beinamen. 

## Lage und Daten
Im Norden bzw. im Nordosten grenzt der II. Bezirk an den III. Bezirk. Die Donau trennt ihn im Osten vom XIII. und V. Bezirk. Im Süden liegen der I. und XII. Bezirk. Die Nachbarorte im Westen sind Budakeszi und Remeteszőlős sowie Solymár im Nordwesten.
In dem landschaftlich von Bergen und Hügeln geprägten Gelände erstreckt sich ein Waldgebiet, das 14 km² der Gesamtfläche von 36 km² einnimmt. Dennoch ist das Zentrum der Hauptstadt leicht zu erreichen. Es befinden sich dort einige vornehme Stadtviertel wie z. B. Rózsadomb, Pasarét, Törökvész, Vérhalom oder Kurucles.
Der Bezirk untergliedert sich in zwei Teile. Zwischen dem nördlichen Teil (II/A) und dem südlichen Teil (II/B) liegt der Stadtteil Hűvösvölgy, wo die Berge ein enges Tal formieren. Dort treffen verschiedene Naturschutzgebiete aufeinander, von denen der Distrikt Budai Tájvédelmi Körzet die größte Fläche innehat. Im Stadtgebiet des II. Bezirks befinden sich unter anderen die Berge Hármashatár-hegy (495 m), Nagy Hárs-hegy (454 m), Vihar hegy (453 m), Felső-Kecske-hegy (443 m) und Látó-hegy (376 m).

### Stadtteile
Adyliget (II/A), Budakeszierdő (teilweise), Budaliget (II/A), Csatárka, Erzsébetliget, Erzsébettelek, Felhévíz, Gercse, Hársakalja, Hárshegy, Hűvösvölgy, Kővár, Kurucles, Lipótmező, Máriaremete (II/A), Nyék, Országút, Pálvölgy, Pasarét, Pesthidegkút-Ófalu (II/A), Petneházyrét, Remetekertváros (II/A), Rézmál, Rózsadomb, Szemlőhegy, Széphalom, Szépilona, Szépvölgy, Törökvész, Újlak (teilweise), Vérhalom, Víziváros (teilweise), Zöldmál.

## Wohnungssituation
Die Immobilienpreise im II. Bezirk sind die höchsten in Ungarn. Durchschnittlich beginnen die Quadratmeterpreise bei 500.000 Forint. Da sich die bebauten Flächen immer mehr ausweiten, sind die freien Grundstücksflächen teurer geworden (100–120 Millionen Forint). Viele Villen in Rózsadomb sind heute in Gemeindebesitz, es gibt aber auch zahlreiche Mehrfamilienhäuser mit Gärten. Im Teil II/A, der deutlich weniger dicht bebaut ist, gibt es Grundstücke im Bereich von 40 bis 60 Millionen Forint. Dort gibt es auch viele Schrebergärten.
Insbesondere seit den 1990er-Jahren siedelten sich Angehörige der Mittel- und Oberschichten im II. Bezirk an. Von den traditionell Ortsansässigen sind v. a. Senioren geblieben. Im II. Bezirk befinden sich zahlreiche Botschaften, die teilweise in den alten Villen untergebracht sind. Um dem hohen Ausländeranteil gerecht zu werden, haben dort verschiedene Schulen eröffnet, die Unterricht in den jeweiligen Muttersprachen erteilen. Diese werden auch von ungarischen Kindern besucht.

## Verkehr

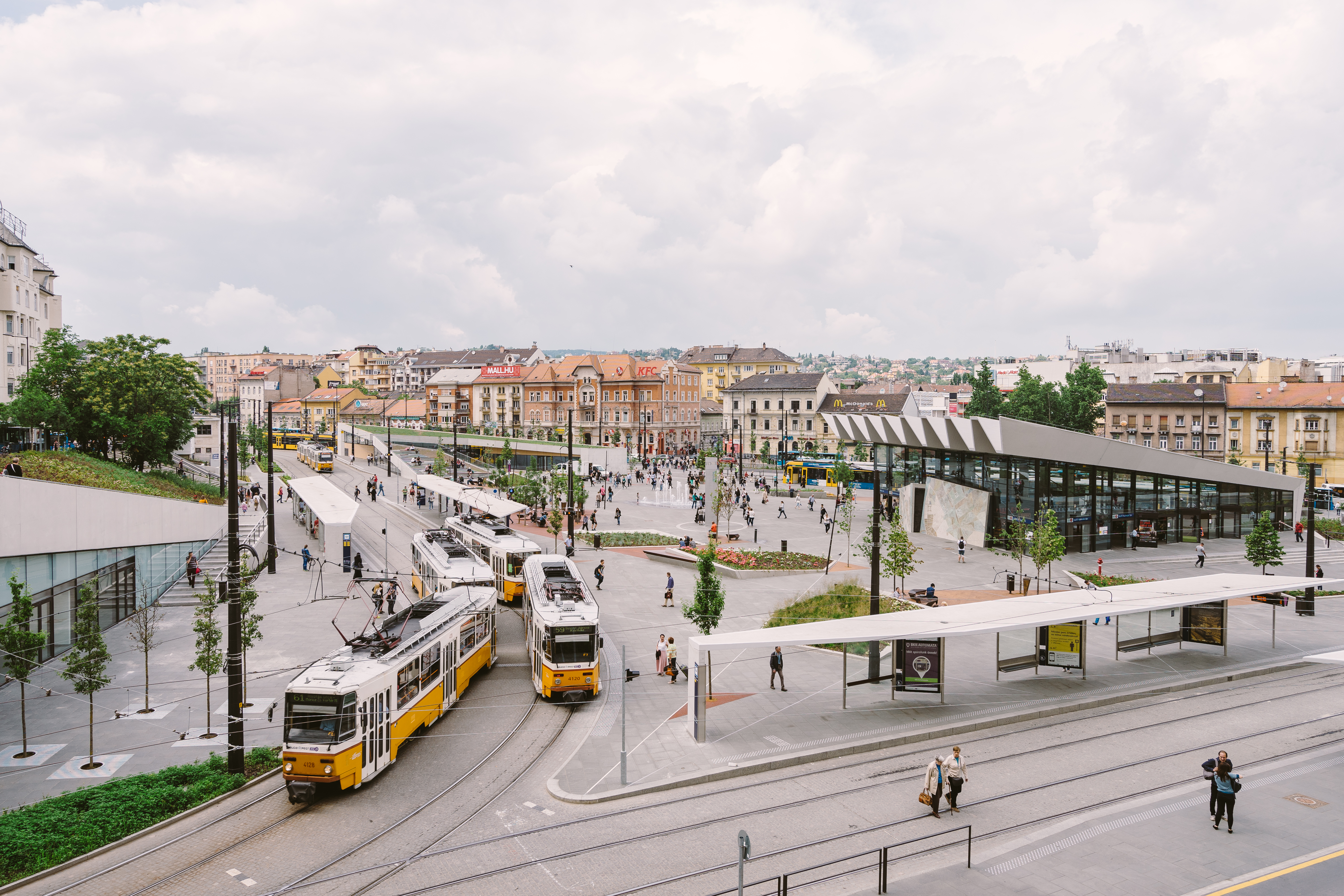
Széll Kálmán tér

Die Hauptverkehrsadern sind die Linie Szilágyi Erzsébet fasor - Hűvösvölgyi út - Hidegkúti út, die Budakeszi út sowie die Margit körút, Bem rakpart und Árpád fejedelem útja. Weitere verkehrsreiche Straßen sind die Törökvész út, Bimbó út, Kapy út, Felső Zöldmáli út, Szépvölgyi út, Fillér utca, Pasaréti út, Pusztaszeri út, Gábor Áron utca, Kuruclesi út, Máriaremetei út, Nagykovácsi út und die Ördögárok út.
Der Bezirk ist außerdem mit öffentlichen Verkehrsmitteln erschlossen. Der größte Knotenpunkt ist der Széll Kálmán tér, wo die Metrólinie M2 sowie die Straßenbahnlinien 4 (Fehérvári út) und 6 (Móricz Sigmond körtér) enden. Der Hűvösvölgyer Bus sowie die Straßenbahn Nr. 18 (Savoya Park) und 56 (Budafok, Városház tér) haben ihre Endstationen im Teil II/A.

## Kultur und Einrichtungen

### Freizeit
Im II. Bezirk haben mehrere Freizeit- und Einkaufszentren wie z. B. Budagyöngye, Rózsakert oder Rózsadomb Center eröffnet. Besonders bekannt ist der Komplex Mammut am Széll Kálmán tér, eines der größten Einkaufspassagen der Stadt. Weiterhin gibt es viele Restaurants, Cafés, Sportzentren und Kinos. Am Fuß des Rózsadomb, ebenfalls in der Nähe des Széll Kálmán tér befindet sich der Millenáris Park, ein ehemaliges Fabrikgelände, das zu einem Kulturzentrum mit verschiedenen Hallen und einem Park umgebaut wurde. Im Jahr 2002 erhielt es den Europa-Nostra-Preis für Denkmalpflege.

### Bildung
Insgesamt gibt es im II. Bezirk elf Grundschulen, zwei Musikschulen, zehn Kindergärten und sechs Gymnasien, die staatlich finanziert werden. Daneben gibt es einen hohen Anteil an Privatschulen und internationale Schulen. Dazu gehören die École Française, SEK International, Lauder zsidó iskola („Jüdische Schule Lauder“), Britannica International School, British International School und die Greater Grace International School. Auch das zur Universität Oxford gehörende Institut International Business School hat seinen Sitz im II. Bezirk.

### Medien
Die kostenlose Bezirkszeitung der Kommunalverwaltung Budai Polgár („Budaer Bürger“) erschien im Jahr 2008 im 17. Jahrgang mit einer Auflage von 50.000 Exemplaren. Herausgeberin ist Ildikó Tóth.

### Sehenswürdigkeiten

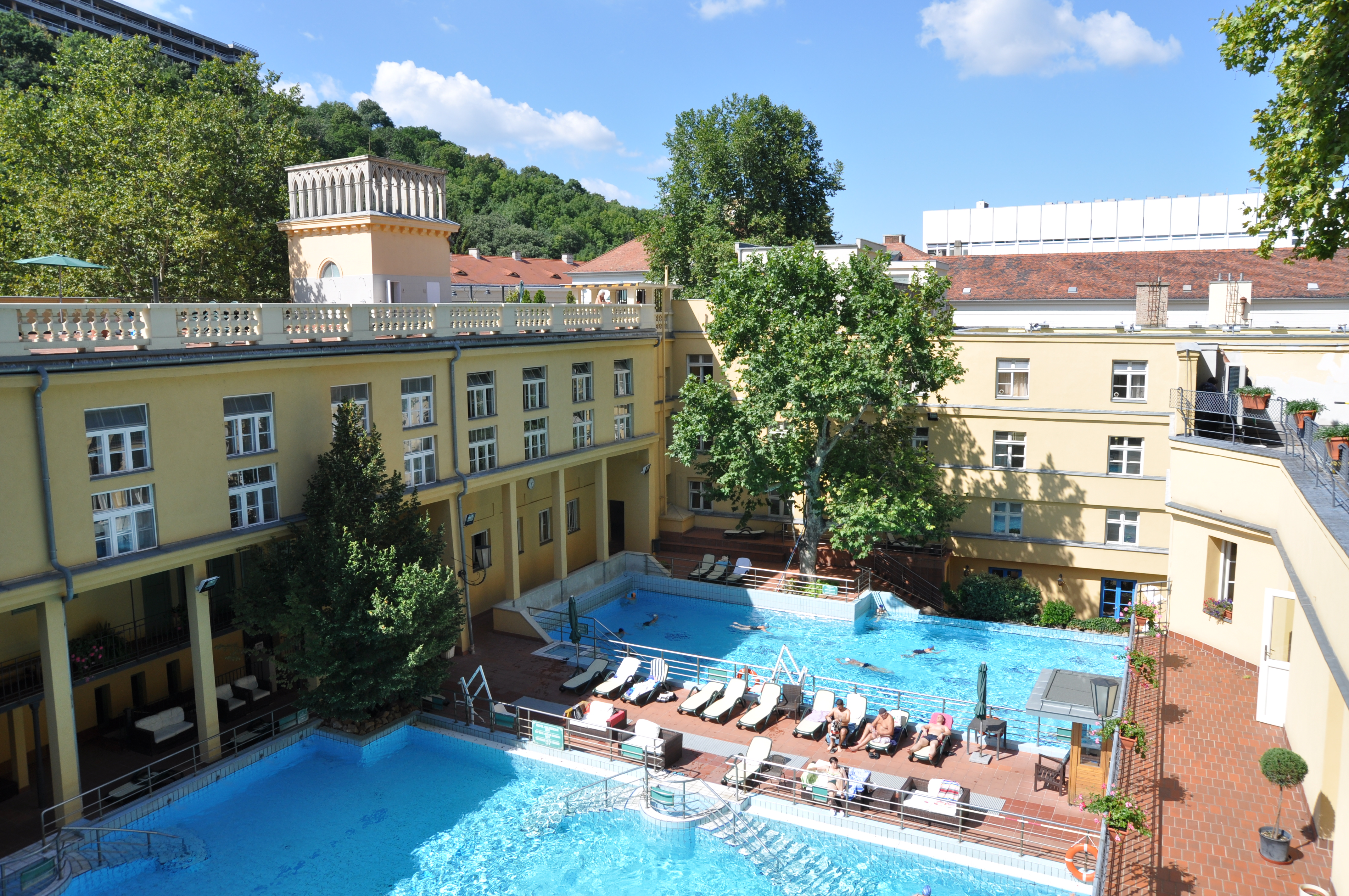
Lukács-Heilbad

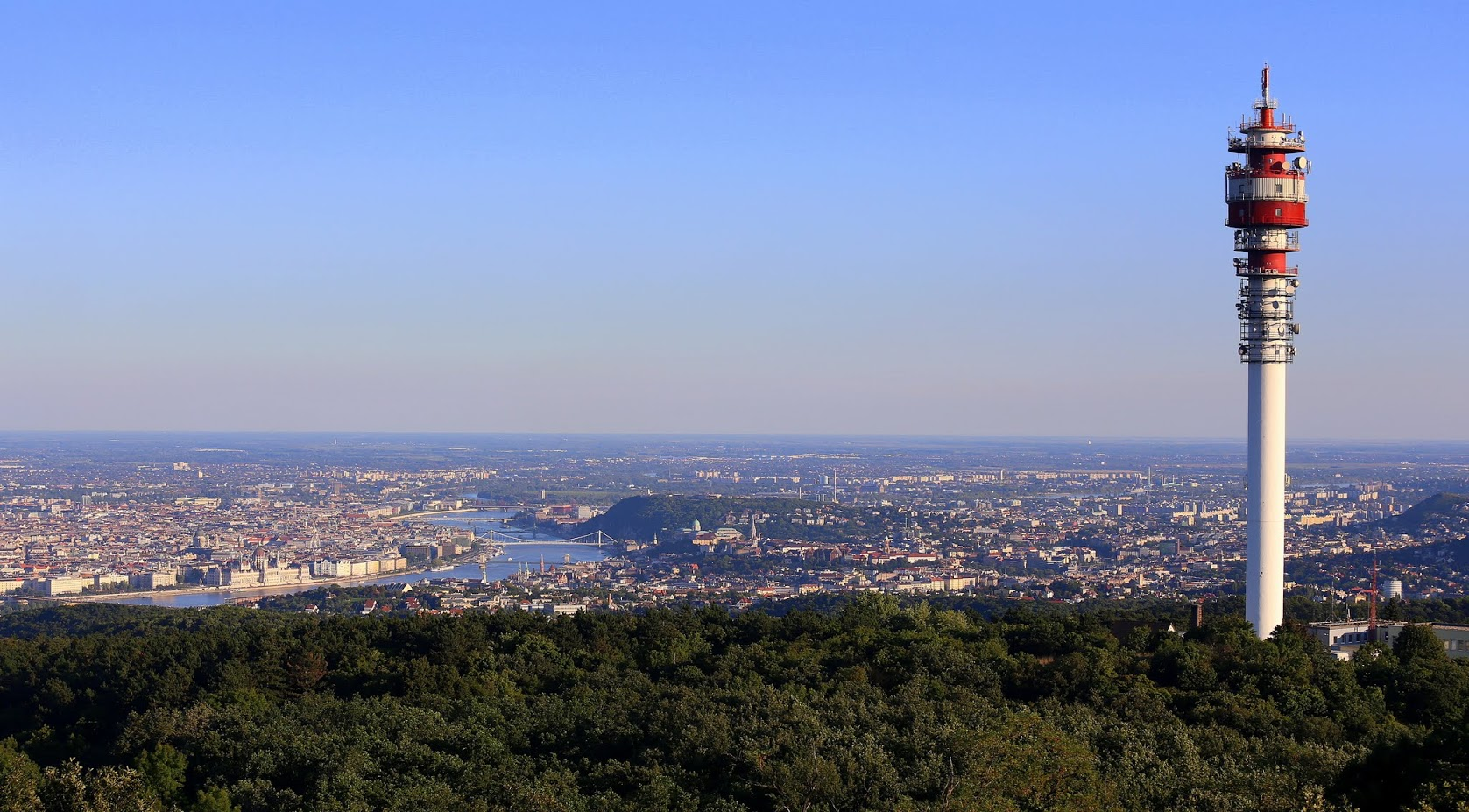
Blick vom Hármashatár-hegy auf die Stadt

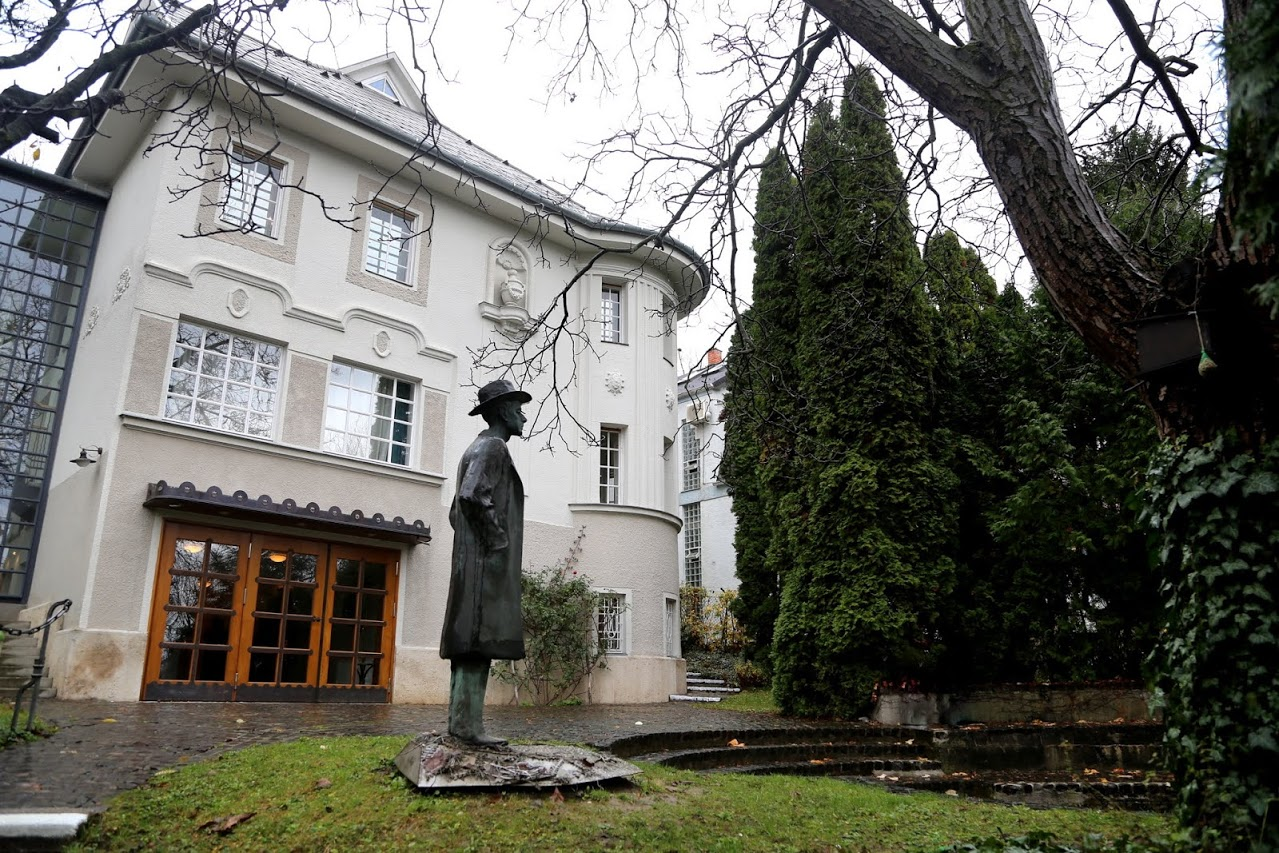
Béla-Bartók-Gedenkhaus

- Die Gül-Baba-Türbe, der nördlichste Wallfahrtsort des Islam
- Öntödei Múzeum, ein technisches Museum in der Bem József utca 20
- Millenáris Park
- Hallenbad Császár-Komjádi uszoda
- Thermalbad Lukács-Heilbad
- Mechwart liget
- Szemlőhegyer-Höhle mit einem Höhlensystem von 2200 m, davon 250 m begehbar
- Tropfsteinhöhle Pál-völgyi-cseppkőbarlang mit einem Höhlensystem von 19 km Länge, davon 500 m begehbar
- Garten von Mihályfi (Mihályfi E. kertje)
- Ferenc hegy
- Ádám-Balogh-Felsen (Balogh Ádám szikla)
- Apáthy-Felsen (Apáthy szikla)
- Hármashatár-hegy
- Budai Tájvédelmi Körzet, ein kleines Naturschutzgebiet
- Külker park
- Flugplatz für Segelflugzeuge (Vitorlázórepülő-tér)
- Gnadenkirche Máriaremete (Máriaremetei kegytemplom)
- „Ungarisches Büro für Raumfahrt“ (Magyar Űrkutatási Iroda)
- Ördögárok, ein Bach, der einen Großteil des Abwassers der Budaer Stadtteile führt
- Béla-Bartók-Gedenkhaus in der Csalán út 29
- Synagoge Leó-Frankel-Straße

### Gesundheitseinrichtungen
Im II. Bezirk gibt es kein größeres Krankenhaus. Viele Anwohner besuchen das nahe gelegene Krankenhaus im XII. Bezirk. Das „Nationale Institut für Psychiatrie und Neurologie“ (Országos Pszichiátriai és Neurológiai Intézet) in Lipótmező existiert nicht mehr. Allerdings gibt es mehrere kleine Krankenhäuser, wie das Ferenc Kórház („Franz-Krankenhaus“), Budagyöngye Kórház („Krankenhaus Budagyöngye“), Budai Gyermekkórház („Budaer Kinderkrankenhaus“) oder die ORFI Klinika. Zudem befinden sich dort Privatkliniken, zahlreiche Zahnärzte und Institute für plastische Chirurgie.

## Partnerstädte
Der II. Bezirk pflegt partnerschaftliche Beziehungen mit folgenden Städten:
- Mosbach,  Deutschland
- Żoliborz, Warschau,  Polen
- Finike,  Türkei